# 韋弗利鎮區 (密歇根州希博伊根縣)
韋弗利鎮區（英語：Waverly Township）是位於美國密歇根州希博伊根縣的一個行政鎮區。

## 地方資料
韋弗利鎮區的面積為137.50平方千米，當中陸地面積為124.80平方千米，而水域面積為12.70平方千米。根據2020年美國人口普查的數據，當地共有人口373人，而人口密度為每平方千米2.71人。